# Ron Kind
Ronald James Kind, detto Ron (La Crosse, 16 marzo 1963), è un politico e avvocato statunitense, membro della Camera dei Rappresentanti per lo stato del Wisconsin dal 1997 al 2023.

## Biografia
Terzo di cinque figli, Kind studiò ad Harvard grazie ad una borsa di studio e si laureò con lode nel 1985. Durante l'estate lavorò nell'ufficio del senatore democratico William Proxmire.
Uscito da Harvard, Kind conseguì un master alla London School of Economics e ottenne una laurea in legge dall'Università del Minnesota.
Dopo aver lavorato come avvocato a Milwaukee, Kind decise di entrare in politica e si candidò al Congresso. La lotta si rivelò serrata, ma Kind riuscì a vincere con il 53% delle preferenze. Fu poi rieletto nel 2004, nel 2006, nel 2008 e nel 2010.
Lasciò la Camera dei rappresentanti alla fine del 117º Congresso, dopo ventisei anni di permanenza.
Ideologicamente, Kind è un moderato e fa parte della New Democrat Coalition, di cui è vicepresidente. È un sostenitore del North American Free Trade Agreement, si è occupato di tematiche ambientali e sociali e si è schierato a favore dei diritti civili, fra cui quelli dei gay.
Ron Kind è sposato e ha due figli. La famiglia vive a La Crosse, dove Kind è membro di varie associazioni che sostengono i giovani, fra cui la YMCA.